# Banu al-Munajjim
Banu al-Munajjim (tiếng Ả Rập: بنو المنجم), là một gia tộc Iran của các quan lại Abbasid được ghi nhận vào thế kỷ thứ 9 và 10. Họ tuyên bố có nguồn gốc từ triều đại Sassanid.

## Lịch sử
Theo Ibn al-Nadim, gia tộc Banu al-Munajjim có nguồn gốc từ Mihr-Gushnasp, một người con của vị vua cuối cùng của triều đại Sasan, Yazdegerd III (năm 632 – 651). Gia tộc này lần đầu được đề cập là vào thế kỷ thứ 9, khi tổ tiên cùng tên của gia tộc, Abu Mansur al-Munajjim (nguyên danh là Aban-Gushnasp), làm việc tại triều đình của vị khaliph Abbasid thứ hai, al-Mansur (năm 754 – 775), một nhà chiêm tinh (al-munajjim). Con trai của ông, Yahya, làm việc tại triều đình Abbasid dưới thời al-Ma'mun (năm 813 – 833), sau đó cải từ Hoả giáo sang Hồi giáo. Yahya có bốn người con trai tên Ali, Sa'id, Abdallah, và Hasan. Bốn người con trai này, giống như cha mình, cũng làm việc tại triều đình Abbasid. Ali thậm chí còn trở thành bạn bè với khaliph al-Mutawakkil (năm 847 – 861), và con trai của ông, Yahya, cũng tương tự nhưng với al-Muwaffaq, người hợp thức de facto làm quản trị thay cho anh trai al-Mu'tamid (năm 870 – 892). Một trong những người con khác của Ali, Harun, cũng làm việc tại triều đình Abbasid. Harun còn có một người con tên là Ali, nhưng cuối cùng lại phục vụ dưới thời Buyid khi họ trở thành những nhà cai trị mới của Baghdad. Ông là thành viên cuối cùng được biết đến trong gia tộc này.

## Các nguồn tư liệu
- D. Pingree. "Banu Monajjem". Encyclopaedia Iranica. Ed. Ehsan Yarshater. Columbia University. Retrieved 14 February 2014.
- Karamati, Younes; Umar, Suheyl (2013). "Banū al-Munajjim". " Encyclopaedia Islamica. Leiden and New York: BRILL. ISBN 9789004246911.